# امیل ماسون (زاده ۱۸۸۸)
امیل ماسون (انگلیسی: Émile Masson; ۱۶ اکتبر ۱۸۸۸ – ۲۵ اکتبر ۱۹۷۳) دوچرخه‌سوار اهل بلژیک بود.